# 安中原市のスギ並木

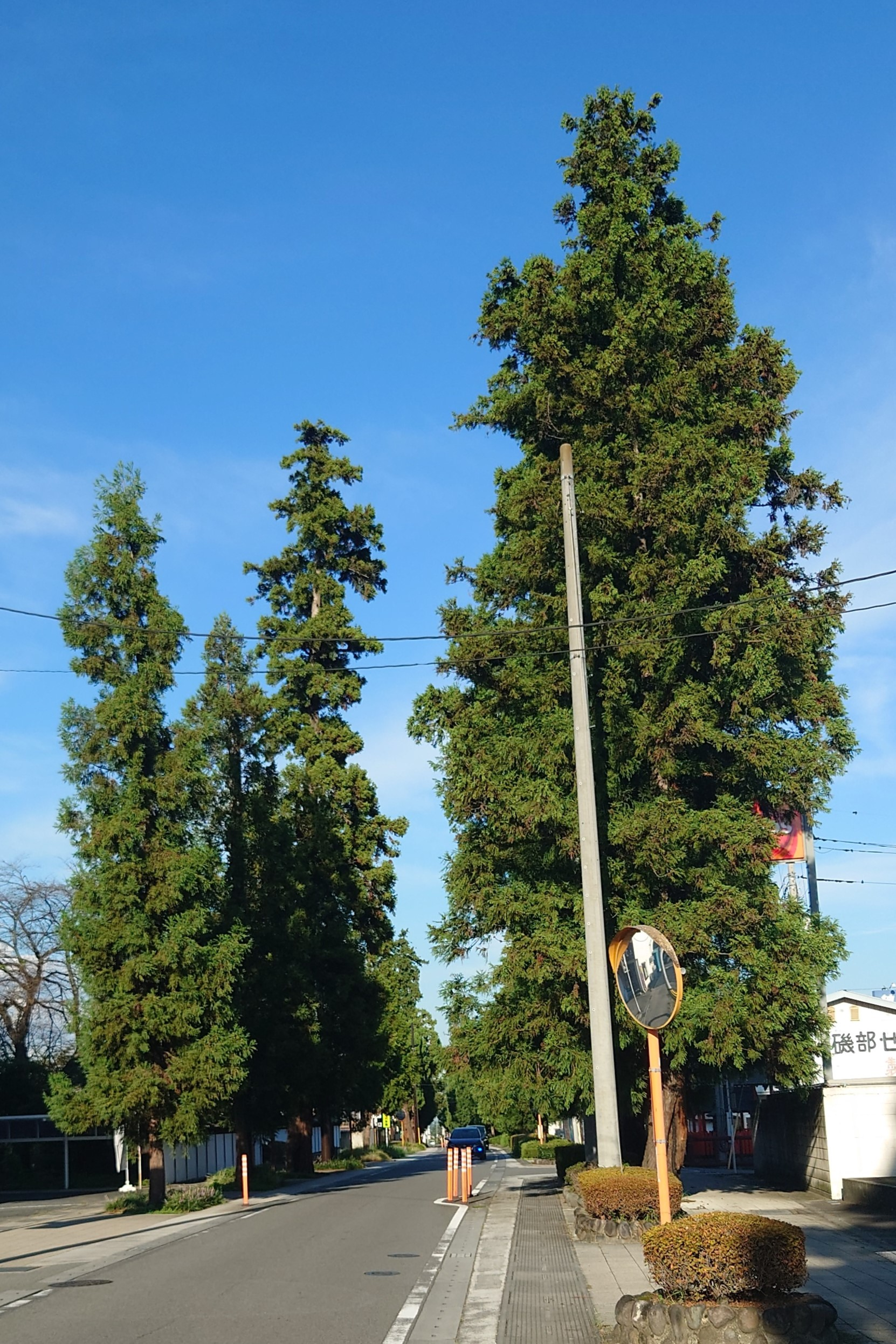
現在の安中原市のスギ並木。江戸時代のスギだけでなく補植が行われている。

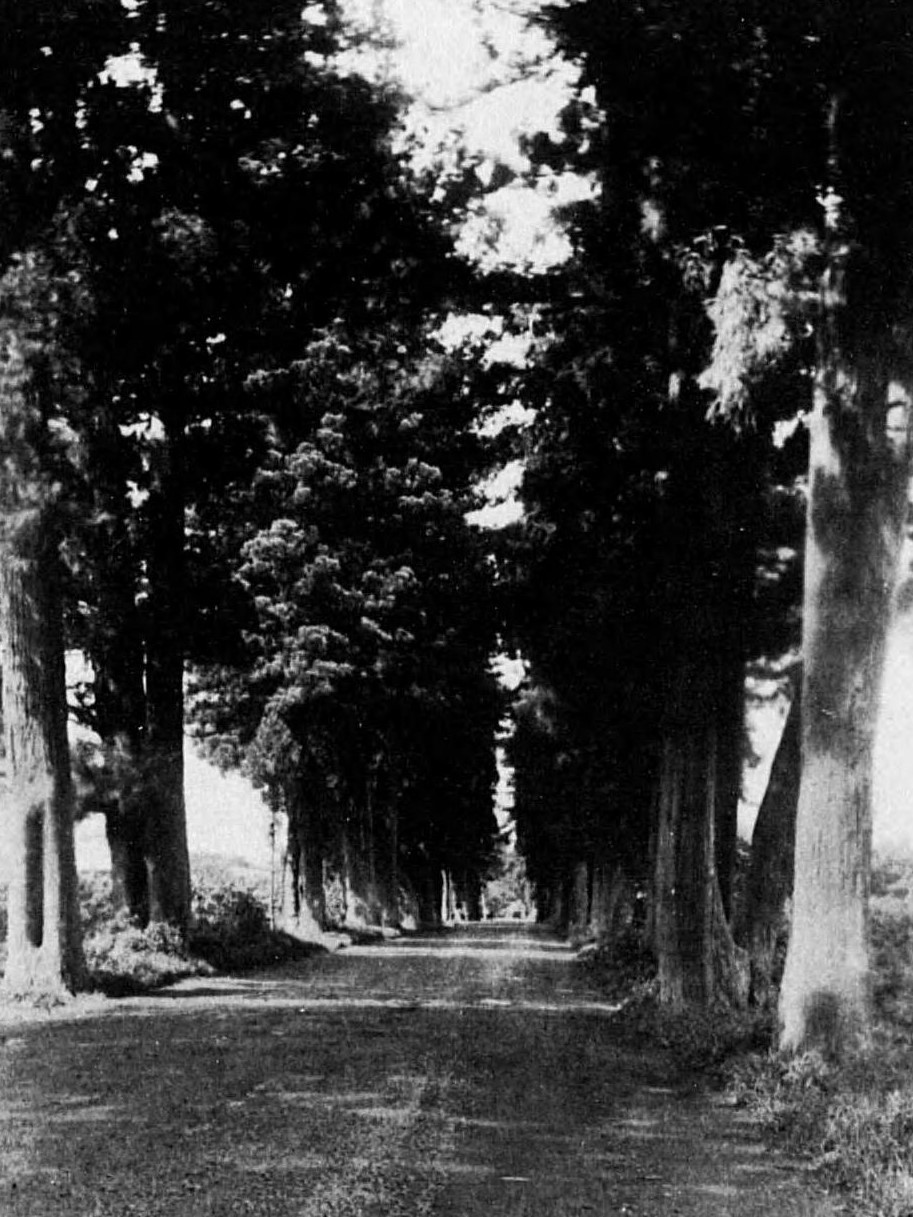
安中原市のスギ並木（『天然紀念物調査報告 植物之部 第14輯』1934年）

安中原市のスギ並木（あんなかはらいちのスギなみき）は、群馬県安中市原市にある中山道のスギ並木。国の天然記念物に指定されている。

## 概要
安中原市のスギ並木は、中山道安中宿と松井田宿の間、安中宿のすぐ西、現在の群馬県道48号・同125号重複区間（旧国道18号）沿いに位置する。
スギ並木がいつ植えられたかについては、以下のような説がある。
1. 慶長9年（1604年） - 一里塚を整備した時期。
2. 元和元年（1615年） - 口碑によれば、高別当村の人が杉を植えている時に旅人が大坂落城を伝えたという。
3. 延宝9年から貞享3年（1681年 - 1686年） - 安中藩主・板倉重形が植えたとするもので、板倉勝明が『西征紀行』で自身の先祖が植えたことに言及している。

昭和45年（1970年）の調査では伐採木8本の年輪は280前後が多かったものの最大で320、最少で170を数えたことから、板倉重形以前からスギは植えられており、その後も伐採・補植が行われたと考えられる。
昭和8年（1933年）4月13日に天然記念物に指定。
かつては最大樹高41メートル、目通り周5.9メートルのスギも含まれていたが、天明大噴火の際軽石を根本に投棄したことや、昭和30年代の原市バイパス開通以前は沿道が国道18号の幹線で交通量が多かったことなど、生育環境の悪さもあって枯死・減少が続いた。天然記念物指定時は現在の安中市安中にもスギ並木が存在し指定範囲に含まれていたが、その後消滅し昭和42年（1967年）に指定を解除されている。スギの本数は天保15年（1844年）には732本（安中387本、原市345本）が存在したが、昭和7年（1932年）には321本（安中118本、原市203本）、昭和52年（1977年）には57本と減少を続け、現在は13本のみが残る。
スギ並木を伐採して用材に供した例は以下が確認できる。
- 明治21年（1888年） - 安中小学校校舎
- 明治30年（1897年） - 群馬県中学校碓氷分校校舎
- 明治39年（1906年） - 前橋公園内武徳殿
- 明治41年（1907年） - 安中小学校玄関
- 明治42・43年（1908年・1909年） - 前橋公園貴賓館（現・臨江閣別館）・碓氷郡役所（現・安中市指定重要文化財）

群馬県の郷土かるた、上毛かるたでは「な」の札に「中仙道しのぶ安中杉並木」として詠まれている。

## 周辺
- 群馬県立安中総合学園高等学校
- 安中警察署